# Anoplogaster cornuta
Poisson-ogre
Espèce
Le poisson-ogre (Anoplogaster cornuta) est une espèce de poissons abyssaux de la famille des Anoplogastridae.
Il a une distribution circumglobale dans les eaux tropicales et tempérées froides. Là où il vit, entre 500 et 5 000 m de profondeur, la nourriture est tellement rare qu'il doit pouvoir manger à peu près tout ce qu'il rencontre. Proportionnellement parlant, c'est l'animal qui possède les plus grandes dents au monde, il ne peut même pas fermer complètement sa mâchoire. Contrairement aux autres espèces qui vivent dans les profondeurs, il est puissant et robuste, c'est un petit prédateur.

## Description

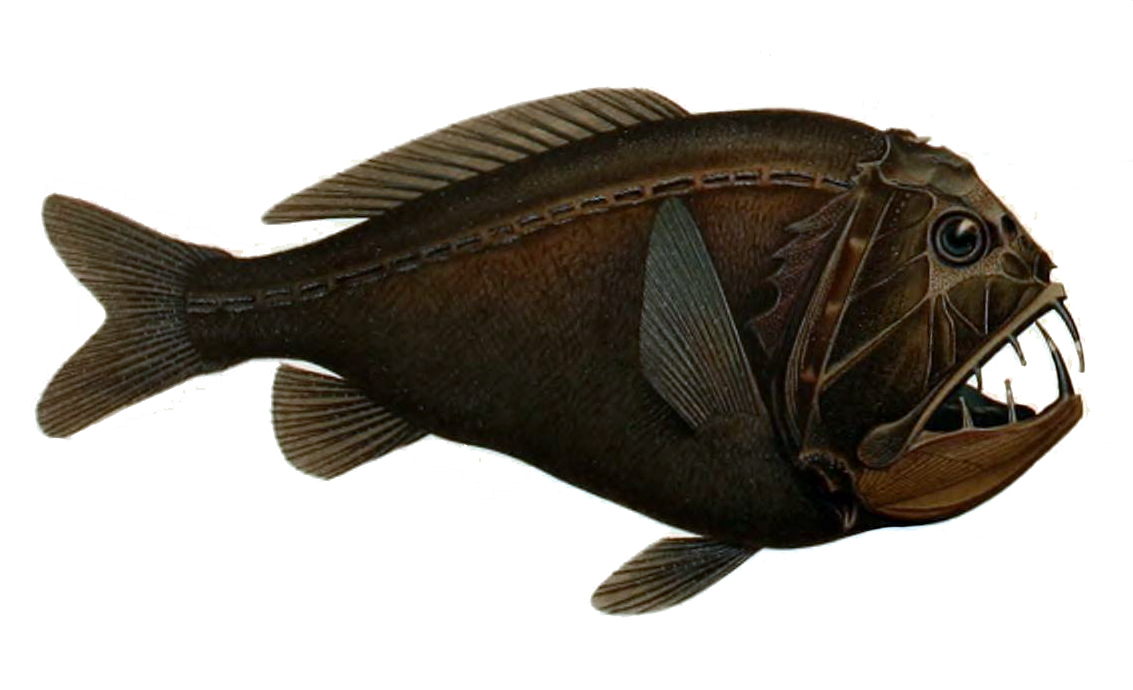
Anoplogaster cornuta

Malgré leurs dents disproportionnées, les poissons-ogres sont en fait assez petits et sans danger pour les humains : Anoplogaster cornuta  (la plus grande des deux espèces d’Anoplogastridae), atteint une longueur maximale de seulement 16 centimètres, et la profondeur à laquelle ils vivent empêche toute rencontre.
La tête, petite avec une grande mâchoire, lui donne un air hagard ; elle est criblée de cavités de mucus délimitées par des arêtes dentelées et recouverte d'une peau mince. Les yeux sont relativement petits et situés haut sur la tête. La tête entière est d'une couleur allant du brun foncé au noir. Elle est fortement compressée latéralement, profondément antérieurement et progressivement plus mince vers la queue. Les nageoires sont petites, simples et sans épine. Les écailles sont incorporées dans la peau et prennent la forme de plaques minces. Compensant ses yeux de taille modeste, la ligne latérale est bien développée et se présente comme une rainure ouverte le long des flancs.
Chez les adultes, les deux plus grands crochets de la mâchoire inférieure sont si grands que le poisson-ogre a une cavité de chaque côté du cerveau pour accueillir les dents quand la bouche est fermée. Proportionnellement à la taille de son corps, le poisson-ogre a les plus longues dents du règne animal. Les jeunes poisson-ogres sont morphologiquement très différents des adultes. Ils possèdent de longues épines sur la tête, des "préopercules", des yeux plus larges, une vessie natatoire fonctionnelle, des lamelles branchiales longues et minces, des dents plus petites et dépressibles. Enfin, ils sont gris clair. Ces différences marquées ont d'ailleurs amené les deux stades de leur développement à être parfois classés comme deux espèces distinctes,.

## Répartition et habitat
Le poisson-ogre est présent à travers le monde dans les eaux tropicales et tempérées froides.
Il peut vivre jusqu'à 5 000 m de profondeur. Toutefois, on le trouve plus communément entre 200 et 2 000 m. Les jeunes poissons-ogres restent dans la partie supérieure de cette zone. L'espèce peut effectuer des migrations verticales journalières ; le jour, ces poissons restent dans les profondeurs sombres et, le soir, ils remontent vers les couches supérieures de la colonne d'eau pour se nourrir à la lumière des étoiles avant de retourner en eau profonde à l'aube. Le poisson-ogre peut se déplacer seul ou en petit groupe. Sans doute utilise-t-il ses chémorécepteurs pour trouver des proies, comptant sur la chance pour tomber sur quelque chose de comestible.

## Écologie

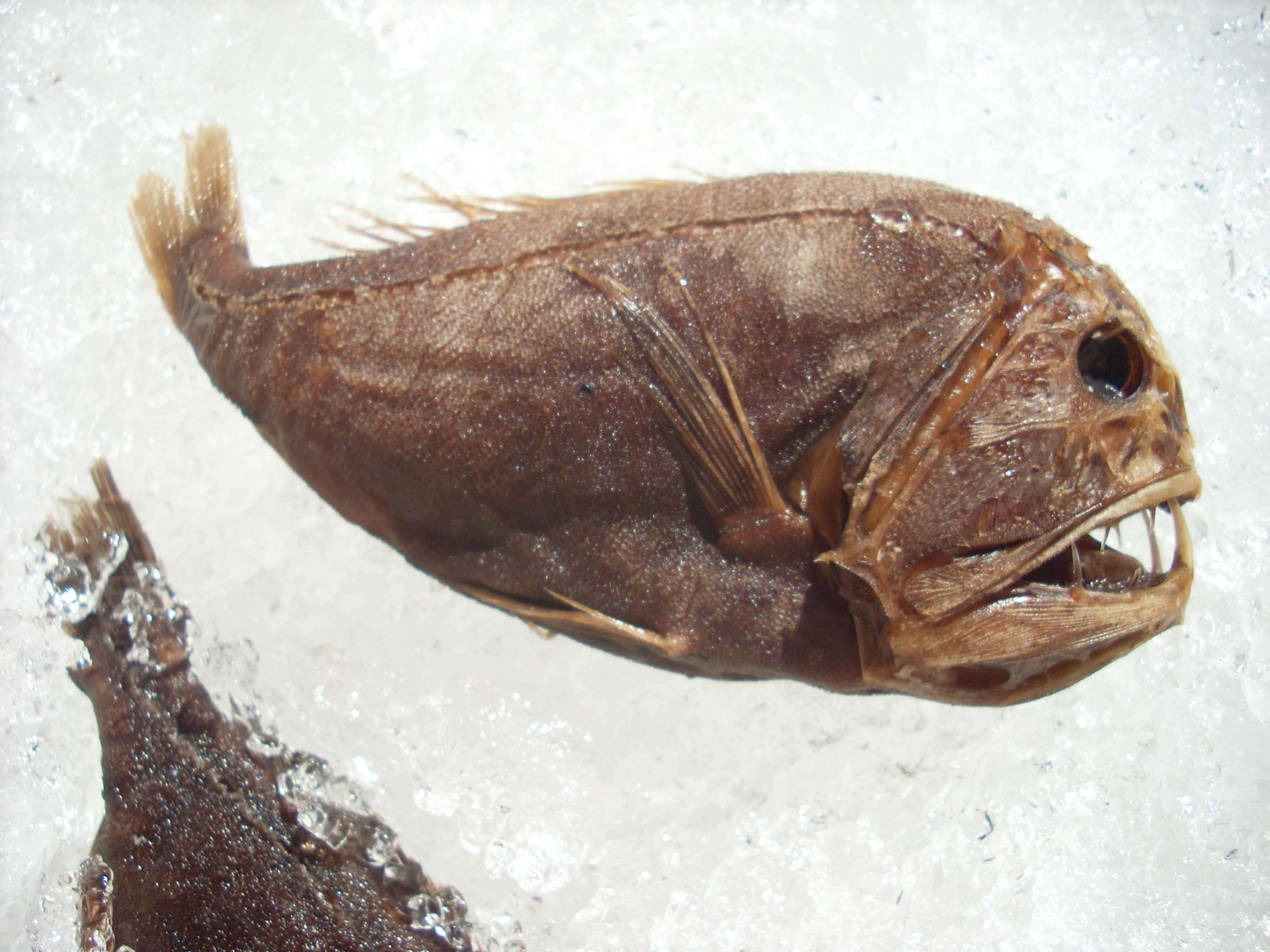
Anoplogaster cornuta

### Alimentation
Les dents plus petites et les lamelles branchiales plus petites des jeunes suggèrent qu'ils se nourrissent principalement par filtrage de zooplancton de l'eau, tandis que les adultes vivant plus en profondeur ciblent les autres poissons et calmars. Les dents et la bouche surdimensionnées du poisson-ogre sont une caractéristique commune parmi les poissons abyssaux, considérée comme un avantage dans ces eaux pauvres où tout ce que le poisson rencontre (même si la proie est plus grande que le poisson lui-même) doit être envisagé comme un repas possible. Le poisson-ogre est en revanche la proie des autres gros poissons pélagiques, comme le thon ou le marlin,.

### Reproduction
Le poisson-ogre a des larves planctoniques et ne protège pas sa progéniture ; la période et la fréquence de ponte ne sont pas connues avec certitude, mais une certaine activité a été signalée vers juin et août. Les juvéniles commencent à prendre forme adulte à environ 8 centimètres de longueur, au moment où ils commencent à descendre dans les eaux plus profondes. L'âge de la maturité sexuelle n'est pas connu, mais il l'acquiert pour une taille de l'ordre de seize centimètres. Il a probablement une croissance lente, comme la plupart des poissons d'eau profonde.

## Le poisson-ogre et l'homme
Le poisson-ogre est connu pour être robuste par rapport à de nombreux autres poissons abyssaux ; on l'a maintenu en vie pendant des mois en aquarium malgré des conditions significativement différentes de son habitat naturel.